# Pryteria alboatra
Pryteria alboatra là một loài bướm đêm thuộc phân họ Arctiinae, họ Erebidae.